# 21.ª División de Montaña SS Skanderbeg
La 21.ª División de Montaña SS Skanderbeg (en alemán: 21. Waffen Gebirgs-Division der SS "Skanderbeg" [Albanische Nr. 1]) fue una División de las Waffen SS creada por orden de Heinrich Himmler durante la Segunda Guerra Mundial, en marzo de 1944, formada por voluntarios albaneses y que recibe su nombre como homenaje al héroe nacional y rey Scanderbeg.

## Historia

### Creación
Tras el derrocamiento de Benito Mussolini en julio de 1943, el territorio de la Albania Italiana que hasta entonces era ocupado por tropas del Regio Esercito, fue invadido por fuerzas de la Wehrmacht que reemplazaron a la administración italiana e instalaron allí en septiembre de 1943 un régimen de ocupación especial sobre Albania y obtuvieron el apoyo de nacionalistas albaneses; tal situación creó un ambiente propicio para que los mandos militares alemanes aceptaran la idea de fundar una unidad militar compuesta por albaneses que luchara al lado de las Waffen SS en los Balcanes, en contra de los partisanos yugoslavos. 
La 21. Freiwilligen-Gebirgs-Division der SS fue así reclutada en febrero de 1944 y oficialmente creada en abril de 1944 en Pristina (actual Kosovo) tras una decisión de Heinrich Himmler el precedente mes de marzo. Contaba con unos 6500 hombres aptos para la lucha (oficiales incluidos), entre ellos un pequeño grupo de Volksdeutscher (minorías de lengua alemana) de los Balcanes, anteriormente pertenecientes a las divisiones SS 13.ª División de Montaña SS Handschar y SS Prinz Eugen. Sus miembros comprendían también un gran número de hombres provenientes de la minoría de lengua albanesa del territorio del Kosovo, y tomaron como símbolo militar el águila negra bicéfala propia de Albania. Ante la escasez de personal albanés competente, casi todos los oficiales y técnicos adscritos a la División eran alemanes procedentes de otras unidades de Waffen SS.
La división estuvo completamente operativa desde el 1 de mayo con uniformes, armamento y municiones proporcionados por las SS nazis, pero con apenas 6500 integrantes no tenía el tamaño esperado para una división de las Waffen SS (oficialmente, estas divisiones comprendían al menos de 10.000 a 12.000 hombres). Ante tal situación esta unidad fue destinada, aunque aún no estaba completa, a las operaciones antipartisanas al norte de Montenegro e igualmente contra los partisanos comunistas albaneses liderados por Enver Hoxha.

### Mal desempeño
No obstante, la gran mayoría de soldados albaneses rechazaba la idea de luchar en un territorio lejano a sus hogares, y se quejaba de prestar servicio en lugares que no fuesen Kosovo o Albania. A esto se sumaba la grave escasez de oficiales albaneses y el continuo retroceso de las posiciones del Eje en los Balcanes desde inicios de 1944 ante el avance de los partisanos. Por todo ello, la desmoralización comenzó pronto entre esta tropa y se produjeron deserciones masivas. 
Para colmo, las tropas albanesas atacaban continuamente villorios serbios, dedicándose al saqueo, asesinatos, y violaciones, y descuidando la lucha antipartisana, que era el principal interés del mando militar alemán. Estas actividades que consumían las energías de los reclutas albaneses, junto con el mediocre desempeño de numerosos reclutas en la lucha contra los partisanos en el frente de Serbia causaron que los jefes militares de la Wehrmacht y de las Waffen SS pronto dudaran de la auténtica valía militar de los albaneses, que eludían el combate al ser enviados fuera de Albania o de Kosovo y mostraban más interés en promover el nacionalismo albanés y atacar a los civiles serbios que en luchar contra los partisanos yugoslavos. Los reportes de oficiales alemanes de las Waffen SS muestran en esas fechas quejas continuas sobre la indisciplina de las tropas albanesas y las censuran por su desinterés en las actividades bélicas propiamente dichas, juzgando a sus reclutas nativos como "corrompidos, nada fiables, e inútiles para el combate".
Como consecuencia de las múltiples bajas y deserciones del verano de 1944, cuando contaba con apenas pocos meses de existencia (más de 3500 bajas incluyendo a los desertores), la División fue reformada y luego reunida con los restos de la 7ª SS División Prinz Eugen, antes de tomar parte en la Ofensiva de Belgrado en octubre de 1944. Para esa fecha los mandos alemanes ya no ocultaban su decepción por el mal desempeño de los reclutas albaneses de la SS Skanderbeg, donde apenas había 1.500 albaneses aptos para la lucha, siendo preciso reforzar la unidad con alemanes étnicos traídos de otras divisiones SS o de la Kriegsmarine. 
Ante las renovadas quejas del Grupo de Ejércitos Sur contra los reclutas albaneses, el 24 de octubre Heinrich Himmler dispuso que la SS Skanderbeg fuera disuelta definitivamente, para entonces la división estaba formada por 86 oficiales y 467 suboficiales (todos alemanes), y 900 soldados, de los cuales solo la mitad eran albaneses. El fracaso de los reclutas albaneses fue atribuido inicialmente por los mandos alemanes a la mala voluntad de los albaneses para unirse a la lucha del Tercer Reich y por el predominio de la enemistad albano-serbia como única motivación para el enlistamiento. Ciertamente, a diferencia de lo sucedido en otras unidades de Waffen SS, ningún albanés integrado en la "SS Skanderbeg" recibió condecoraciones alemanas como la Cruz de Hierro ni la División recibió citaciones por destreza o valentía en la lucha.

### El final
La situación bélica se hacía difícil para los alemanes que habían ya evacuado Grecia y Serbia, y de hecho los partisanos albaneses tomaban Tirana a fines de octubre de 1944, tomando el último bastión del Estado Independiente de Albania al ocupar Shkodër el 29 de noviembre. Esto causó que Himmler ordene desarmar a los soldados albaneses de inmediato y devolverlos a sus hogares, y así el 1 de noviembre los sobrevivientes alemanes fueron rebautizados como "Kampfgruppe Skanderbeg" y destinados como simple regimiento a apoyar operaciones defensivas en Bosnia-Herzegovina en el otoño de 1944 y el invierno de 1945, cubriendo la retirada alemana en Bosnia y Serbia. En marzo de 1945, los restos del Kampfgruppe Skanderbeg quedaron dispersos simultáneamente en el norte de Yugoslavia, formando parte de las tropas de la Wehrmacht aún acantonadas en el extremo noroeste de Croacia, aunque algunas compañías de mayor valor bélico fueron enviadas al frente del Oder. 
Entre abril y mayo de 1945 la gran mayoría de albaneses que habían integrado la "División Skanderbeg" fueron muertos o capturados por los partisanos albaneses o yugoslavos, o por el Ejército Rojo en operaciones de represalia, aunque algunos grupos aislados de albaneses lograron llegar hasta Austria desde el noreste de Croacia para rendirse allí a los británicos. 
La mayor parte de los soldados albaneses de la SS Skanderbeg que desertaron en Kosovo en 1944 participaron en la revuelta albanesa del primer trimestre de 1945, revuelta sofocada por las fuerzas comunistas yugoslavas por orden de Tito.